# Lithostege griseata

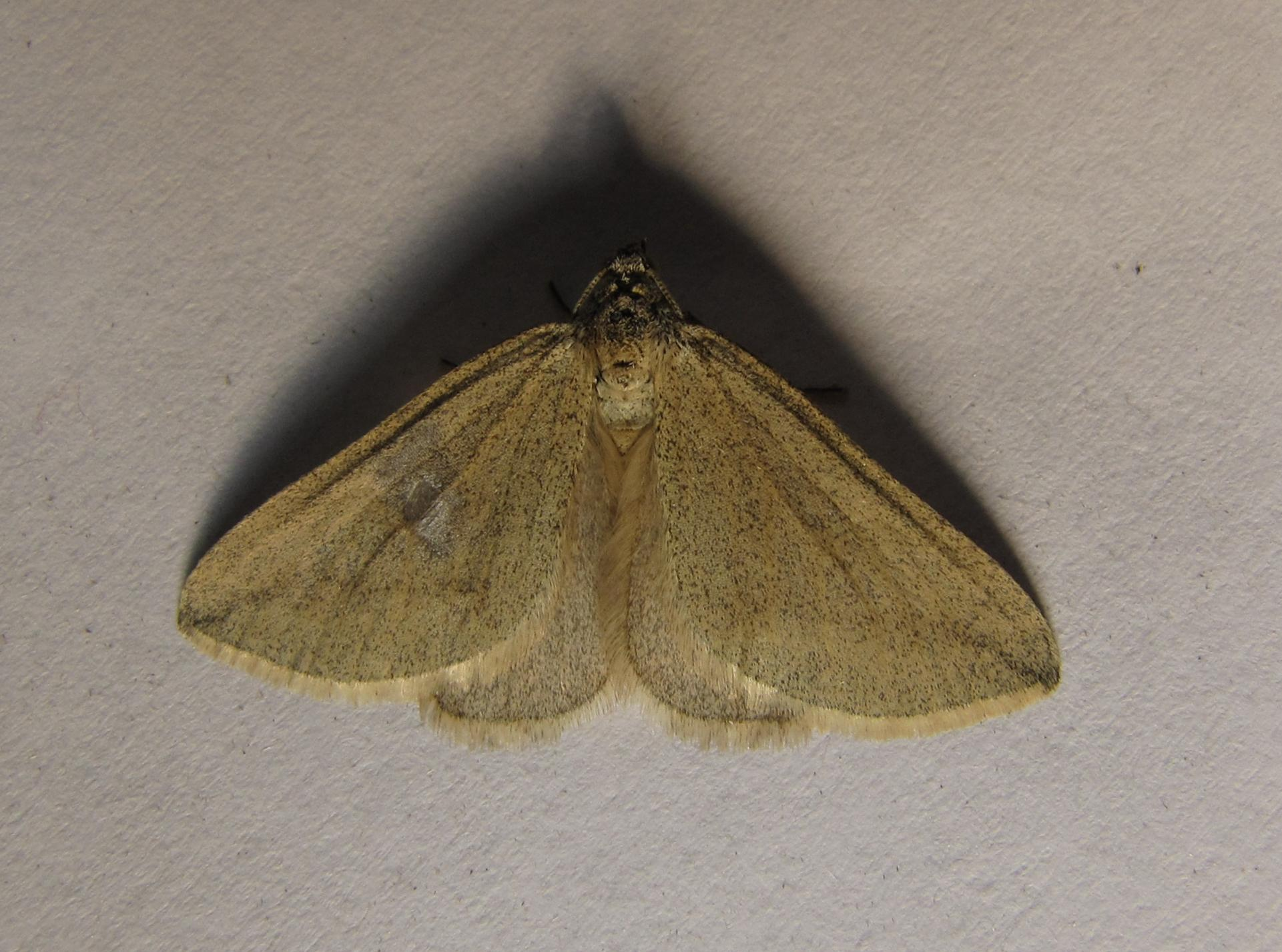
Hellbraune Farbvariante. Der linke Flügel ist etwas beschädigt

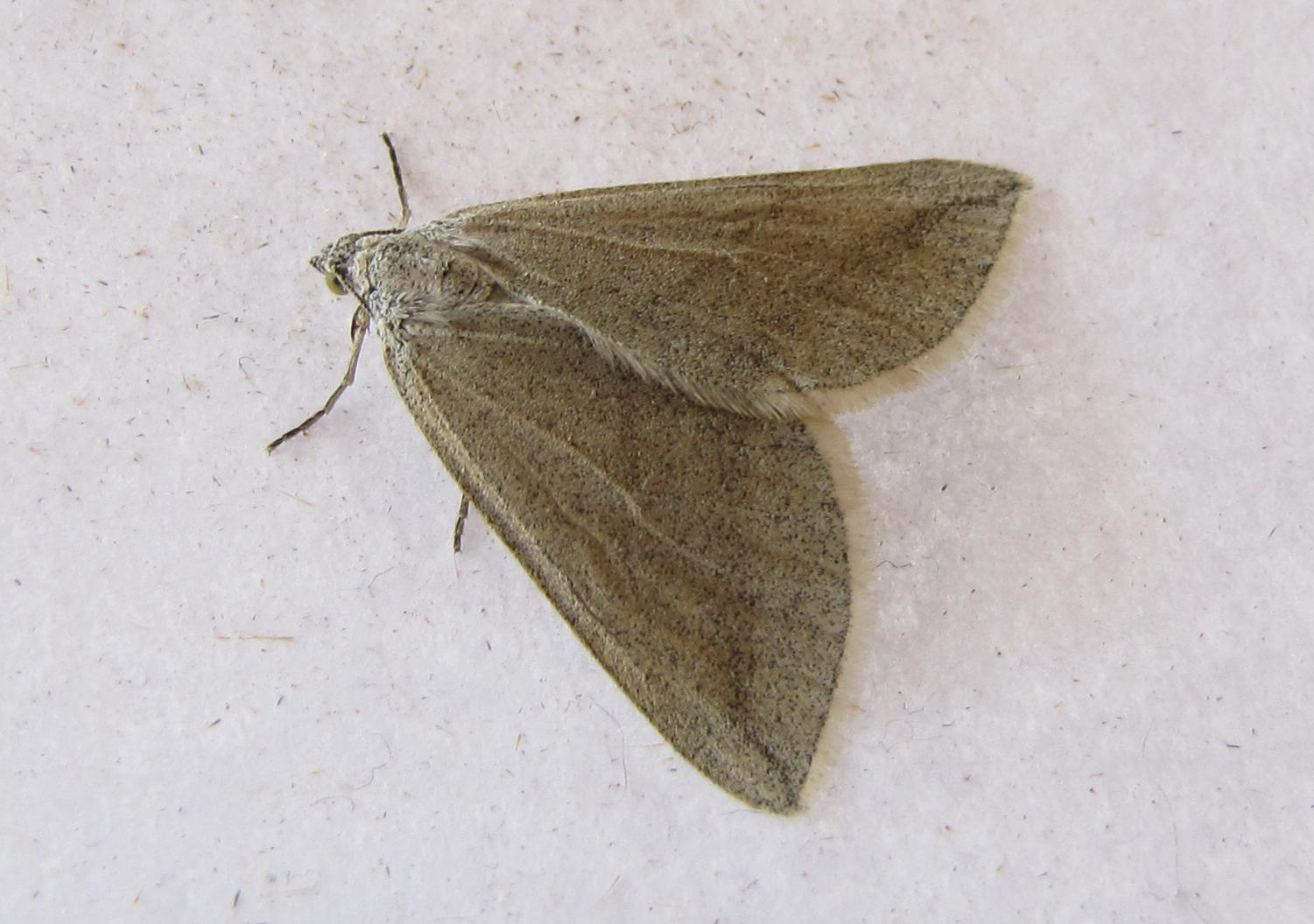
Zeichnungsvariante mit schwacher zweiter Querlinie (forma duplicaria Hübner)

Lithostege griseata, auch Schöterichspanner, Grauer Sophienkrautspanner, Braunbestäubter Keulenschenkelspanner oder Sophienkrautspanner genannt, ist ein Schmetterling (Nachtfalter) aus der Familie der Spanner (Geometridae).

## Merkmale
Lithostege griseata hat eine Flügelspannweite von 23 bis 28 mm (24 bis 28 mm). Die Vorderflügel sind hellgrau bis weißlichgrau mit dunklen Schuppen überstäubt. Gelegentlich kommen auch Exemplare mit einer braunen Grundfarbe vor (forma brunnescens Skala) vor. Der Apex ist durch einen mehr oder weniger deutlichen dunkelbraunen oder einfach dunkleren Apikalstrich geteilt. Dieser knickt etwa auf Höhe der Wellenlinie mehr oder weniger deutlich zu Innenrand hin ab und kann von dort als Diagonallinie zum Tornus des Vorderflügels verlängert sein. Gelegentlich ist auch eine schwach gezeichnete innere Querlinie ausgebildet, die parallel der äußeren diagonalen Linie verläuft (forma duplicaria Hübner). Häufig ist auch die Saumlinie dunkel gezeichnet. Dadurch heben sich die Fransen, die häufig aber nicht immer heller als die Grundfarbe der Vorderflügel sind meist deutlich ab. Die Hinterflügel sind weißlich, hellgrau oder auch hellbraun gefärbt, meist etwas heller als die Vorderflügel. Auch hier ist die Saumlinie häufig etwas dunkler als die Grundfarbe gezeichnet. Die häufig etwas helleren Fransen heben sich in der Regel deutlich ab.

### Raupe und Puppe
Die relativ schlanke Raupe ist olivgrün, gelblichgrün bis grünlichweiß. Die Rückenlinie und die Nebenrückenlinien sind dunkler als die Grundfarbe. In den hellen Seitenstreifen sitzen dunkle, purpurfarbene Flecke. Der Bauch ist hell. Der olivgrüne Kopf ist relativ groß und rundlich.
Die relativ gedrungene, kurze Puppe ist hellbraun und gepunktet. Lediglich die Segmenteinschnitte, der Kopfbereich und der Kremaster sind braun gefärbt. Die grünlichen bis hellbraunen Flügelscheiden zeigen deutlich die Flügeläderung. Auf dem kurzen Kremaster sitzen zwei kurze, spitze und divergierende Borsten.

## Geographische Verbreitung und Lebensraum
Die Art kommt in fast ganz Europa allerdings mit großen Lücken vor; von England und der Iberischen Halbinsel im Westen bis zum Ural-Gebirge und von dort bis nach Zentralasien und dem Transkaukasusgebiet (z. B. Armenien), Kleinasien und den Nahen Osten (bis Israel). Allerdings fehlt die Art weitgehend in Frankreich (mit Ausnahme der Provence) und z. B. in Süddeutschland (Bayern und Baden-Württemberg). Sie ist sehr lokal in Österreich und der Schweiz, in Ungarn und Serbien, Tschechien, Ukraine und Rumänien nachgewiesen. Im Norden zieht sich das Verbreitungsgebiet bis nach Südschweden, im Süden bis Südspanien und Marokko.
Die Art bevorzugt warme, offene, trockene Habitate mit wenig Vegetation, wo die Hauptraupennahrungspflanze, die Gewöhnliche Besenrauke wächst.

## Lebensweise
Die Art bildet eine Generation pro Jahr, deren Falter von Mai bis Juni fliegen. Die Falter sind tag- und nachtaktiv. Sie kommen nachts an künstliche Lichtquellen.
Ian Kimber nennt folgende Raupennahrungspflanzen
- Gewöhnliche Besenrauke (Descurainia sophia)
- Acker-Schöterich (Erysimum cheiranthoides)

Die Raupen fressen die sich entwickelnden Samenkapseln der Gewöhnlichen Besenrauke. Die Puppe überwintert in einem Kokon in loser Erde und überliegt bisweilen 2- bis 3-mal.

## Systematik und Taxonomie
Die Art wurde 1775 von Michael Denis und Johann Ignaz Schiffermüller erstmals wissenschaftlich beschrieben. Die Typlokalität ist die Gegend um Wien. Die Variabilität in der Farbe und der Zeichnung hat zur Aufstellung einer ganzen Reihe von Synonymen und Farbvarietäten geführt. Derzeit werden zwei Unterarten unterschieden:
- Lithostege griseata griseata (Denis & Schiffermüller, 1775)
- Lithostege griseata cycnaria Guenée, 1858, Typlokalität unbekannt, Holotyp verschwunden. Nach Leraut eher zu Lithostege cinerata gehörig. Hausmann führt das Taxon als Unterart von Lithostege griseata[2][18][19]

## Anmerkung
1. ↑  Die deutschen Namen sind völlig unüblich. Die Publikationen (Schmetterlinge Baden-Württembergs, Die Schmetterlinge Mitteleuropas und das Lepiforum) verwenden keinen der obigen deutschen Trivialnamen. Der von Bergmann kreierte Name Grauer Feldflur-Sophienraukenspanner fand keinerlei Beachtung.